# Солець-Здруй (гміна)
Гміна Солець-Здруй (пол. Gmina Solec-Zdrój) — сільська гміна у східній Польщі. Належить до Буського повіту Свентокшиського воєводства.
Станом на 31 грудня 2011 у гміні проживало 5119 осіб.

## Територія
Згідно з даними за 2007 рік площа гміни становила 84.90 км², у тому числі:
- орні землі: 84.00%
- ліси: 8.00%

Таким чином, площа гміни становить 8.78% площі повіту.

## Населення
Станом на 31 грудня 2011:
| Опис     | Загалом | Загалом | Чоловіки | Чоловіки | Жінки | Жінки |
| -------- | ------- | ------- | -------- | -------- | ----- | ----- |
| одиниця  | осіб    | %       | осіб     | %        | осіб  | %     |
| все      | 5119    | 100     | 2526     | 49.35    | 2593  | 50.65 |
| міське   | 0       | 100     | 0        |          | 0     |       |
| сільське | 5119    | 100     | 2526     | 49.35    | 2593  | 50.65 |

## Сусідні гміни
Гміна Солець-Здруй межує з такими гмінами: Бусько-Здруй, Новий Корчин, Пацанув, Стопниця.